# Grandes Chroniques de France (Jean Fouquet)
Les Grandes Chroniques de France sont un manuscrit enluminé réalisé en France vers 1415-1420 puis vers 1455-1460, dont les 51 miniatures sont attribuées au peintre Jean Fouquet. Il est actuellement conservé à la Bibliothèque nationale de France sous la cote Fr.6465. 

## Historique
Les Grandes Chroniques de France constituent une histoire officielle de France en langue française, rédigée d'abord par les moines de l'abbaye de Saint-Denis puis dans l'entourage royal direct. Le nom du commanditaire de ce manuscrit n'est pas connu. Il manque notamment la première page enluminée du manuscrit qui devait sans doute contenir les symboles héraldiques qui auraient permis de l'identifier. Cependant les choix des miniatures et du peintre incitent à penser à un personnage de très haut rang de la royauté française, et peut-être le roi Charles VII lui-même. En effet, comme les autres manuscrits des Grandes Chroniques commandés par des rois Valois, le cycle d'illustration insiste particulièrement sur la visite de l'empereur Charles IV de Luxembourg à Paris en 1378 et on connaît un grand intérêt porté par Charles VII pour l'histoire. Cependant, le manuscrit a pu tout aussi bien être commandé par un membre de son entourage, nombre d'entre eux étant des clients de Fouquet, tels que Guillaume Jouvenel des Ursins ou Étienne Chevalier.
Le manuscrit a été rédigé en deux temps : l'écriture de la première partie, du folio 1 au folio 240, peut être datée de 1415-1420. À cette époque, le manuscrit n'est alors décoré que partiellement, et uniquement de lettrines et de bordures ornées ainsi que de décors filigranés. On retrouve exactement les mêmes décorations dans un manuscrit des Chasses de Gaston Fébus à cette même époque et dont le commanditaire serait le futur Charles VII, alors dauphin. Cela conforte l'idée d'une commande royale pour ces Grandes Chroniques, au moins pour cette première période. Des espaces sont ménagées pour des miniatures qui ne sont alors pas réalisées. Un deuxième scribe exécute la transcription des folios 241 à 257 bien plus tard, vers 1455-1460, tout en laissant plus grand pour les miniatures, sans doute à la demande du miniaturiste, Jean Fouquet lui-même. Cette datation vient de sa proximité stylistique avec le livre d'heures d'Étienne Chevalier, ainsi que du style des vêtements féminins, notamment l'usage du hennin conique fendu au milieu, présent ici au folio 332 tout comme dans les Heures de Simon de Varye daté de 1455.
Par la suite, on ne retrouve la trace du manuscrit qu'en 1782, année de son don à la bibliothèque royale par la duchesse de Brancas. La main de Jean Fouquet est identifiée dès 1838 par Paulin Paris, conservateur à la bibliothèque royale, mais c'est surtout Henri Bouchot qui l'intègre définitivement dans le catalogue des œuvres de l'artiste en 1890.

## Description
Le manuscrit contient 51 miniatures d'abord de plus petite taille (85 à 102 mm) puis de plus grande à partir du folio 240 (107 à 110 mm). Les choix iconographiques ne résultent pas du parti pris de Fouquet mais de la présence des espaces laissés vides pour les miniatures systématiquement au début de chaque chapitre consacré à chaque règne : chaque miniature illustre donc les premiers épisodes en général. De ce fait, nombre de scènes représentent des couronnements et des sacres (à neuf reprises), ce qui permet à l'occasion d'exalter le pouvoir royal. En dehors de ces contraintes, deux thèmes ressortent nettement : les relations avec l'Angleterre (tel que l'hommage d'Édouard Ier d'Angleterre à Philippe le Bel, fo 301 vo), ainsi que les croisades, alors qu'il est question à cette époque d'un nouveau départ après la chute de Constantinople en 1453.

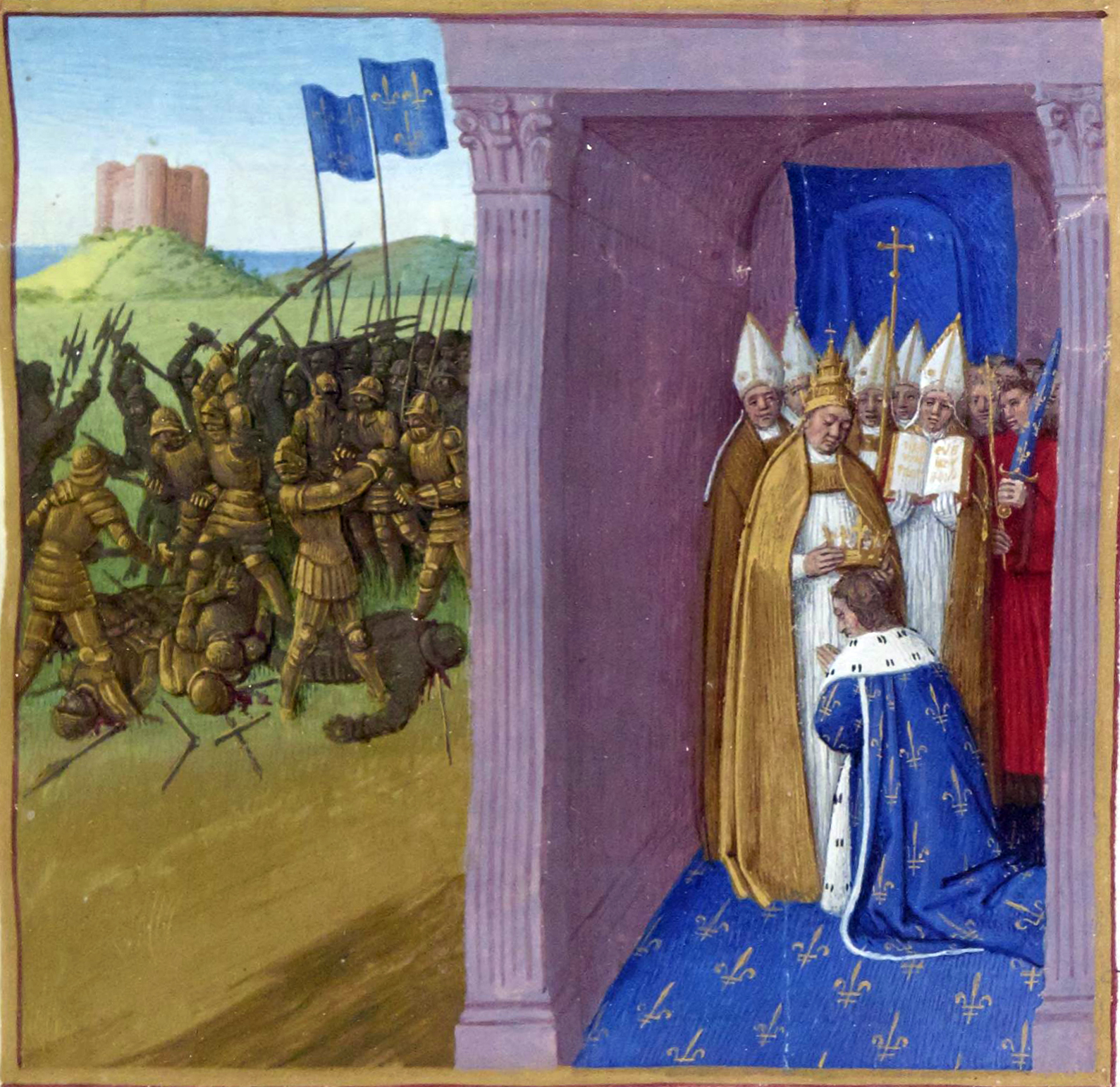
Le couronnement de Pépin le Bref, fo 76.
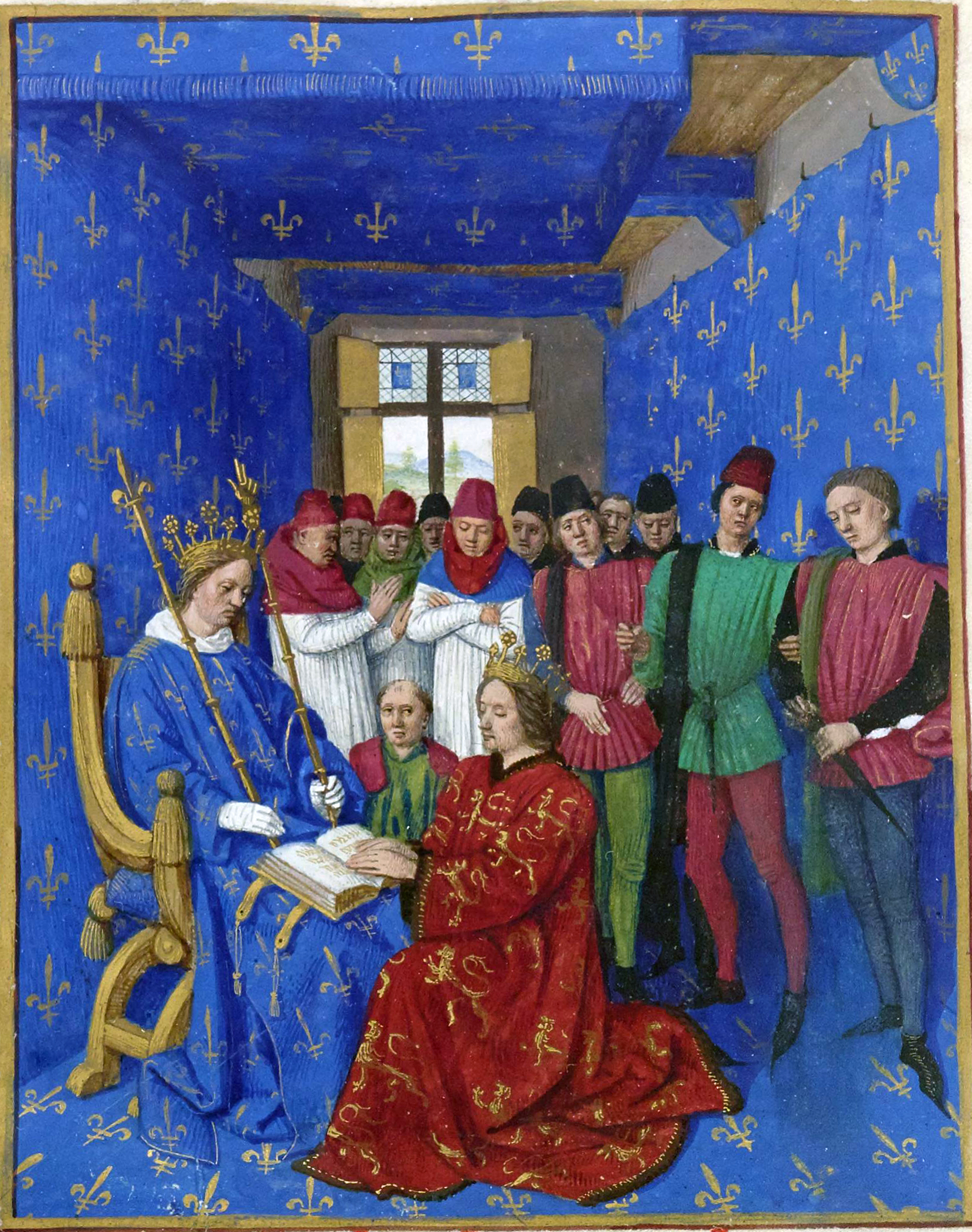
L'hommage d'Édouard Ier d'Angleterre à Philippe le Bel, fo 301 vo.
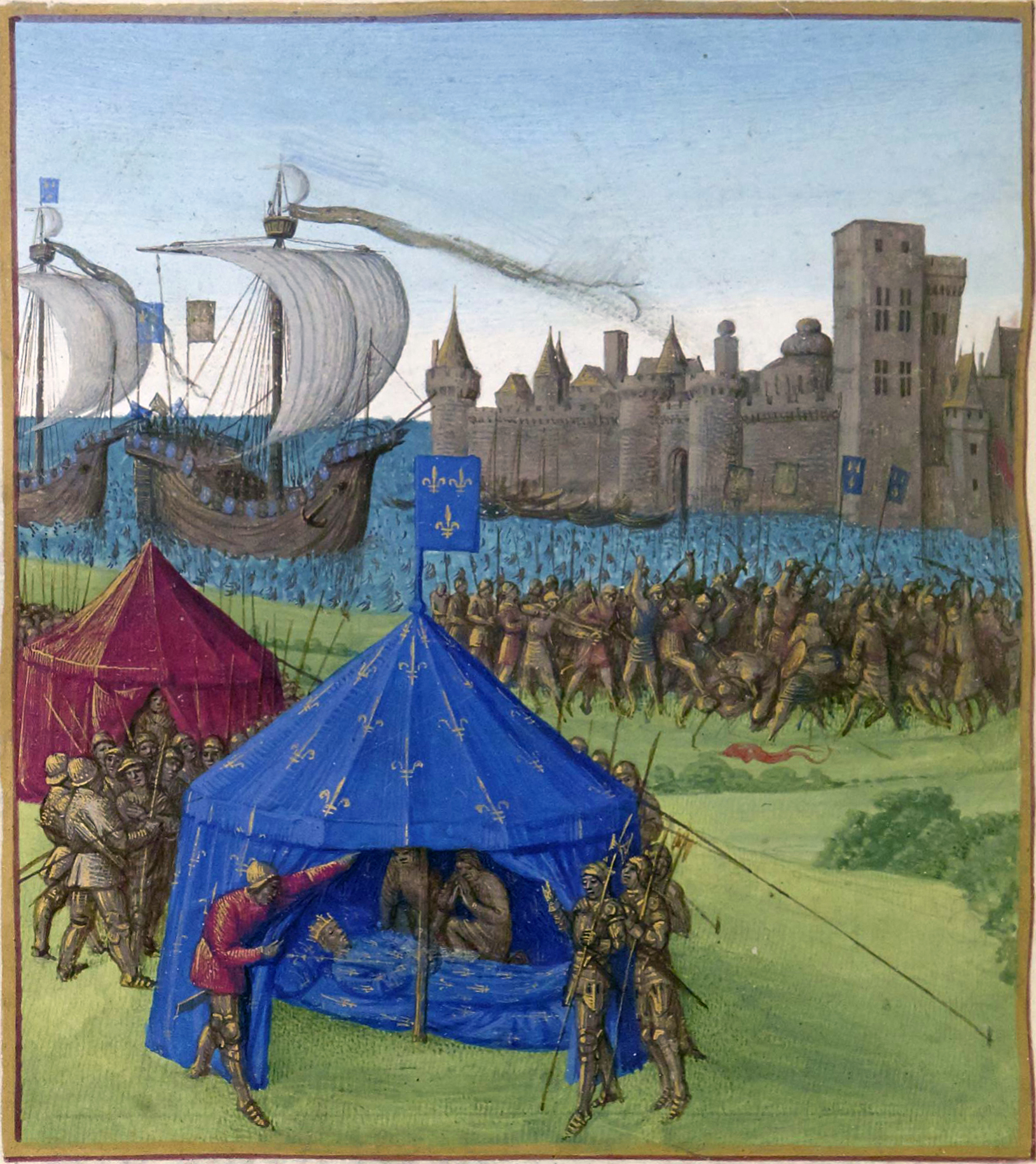
La mort de saint Louis à Tunis, fo 284 vo.